# Kotkaselkä (del av en sjö i Finland)
Kotkaselkä är en del av en sjö i Finland.   Den ligger i landskapet Norra Savolax, i den sydöstra delen av landet, 290 km nordost om huvudstaden Helsingfors. Kotkaselkä ligger 62 meter över havet.